# Sciaphila winkleri
Sciaphila winkleri är en enhjärtbladig växtart som beskrevs av Rudolf Schlechter. Sciaphila winkleri ingår i släktet Sciaphila och familjen Triuridaceae. Inga underarter finns listade.